# Антонио Гадес
Антонио Гадес (на испански: Antonio Gades), псевдоним на Антонио Естеве Роденас, е испански хореограф и танцьор на фламенко, който има значителен принос за популяризирането на този стил по света.

## Биография
Антонио Гадес е роден на 14 ноември 1936 година в Елда, близо до Аликанте. През 1978 година става един от основателите и художествен директор на Испанския национален балет. Режисьорът Карлос Саура прави няколко филма по танцови адаптации на Гадес – „Кървава сватба“ (1981), „Кармен“ (1983), „Любовна магия“ (1986).
Антонио Гадес умира на 20 юли 2004 година в Мадрид.